# هاملبورگ
شهر هاملبورگدر ایالت بایرن در کشور آلمان واقع شده‌است.